# Брёшот
Брёшо́т (фр. Breuchotte) — коммуна во Франции, находится в регионе Франш-Конте. Департамент — Верхняя Сона. Входит в состав кантона Сен-Совёр. Округ коммуны — Люр.
Код INSEE коммуны — 70094.

## География
Коммуна расположена приблизительно в 330 км к востоку от Парижа, в 75 км северо-восточнее Безансона, в 34 км к северо-востоку от Везуля.
На севере коммуны протекает река Брёшен. Около половины территории коммуны покрыто лесами.

## Население
Население коммуны на 2010 год составляло 313 человек.
| 1962 | 1968 | 1975 | 1982 | 1990 | 1999 | 2010 |
| ---- | ---- | ---- | ---- | ---- | ---- | ---- |
| 378  | 371  | 317  | 328  | 335  | 293  | 313  |

## Экономика

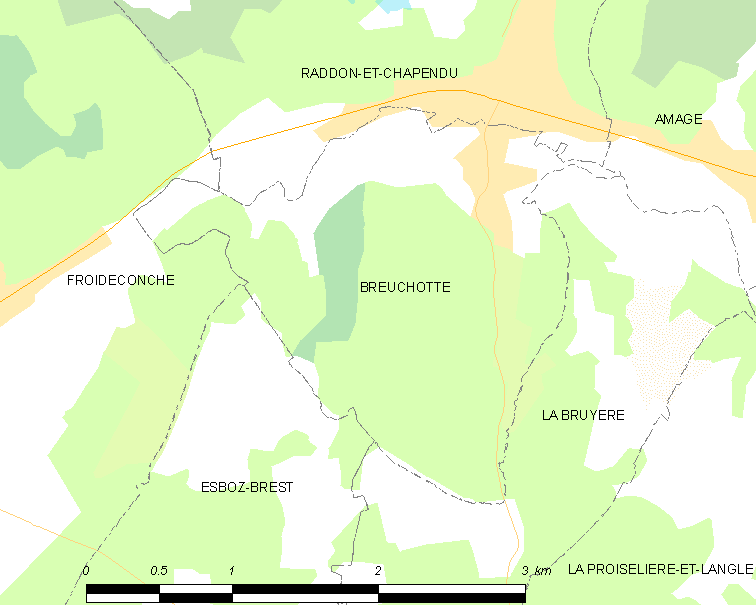
Карта коммуны

В 2010 году среди 191 человека трудоспособного возраста (15—64 лет) 145 были экономически активными, 46 — неактивными (показатель активности — 75,9 %, в 1999 году было 75,1 %). Из 145 активных жителей работали 125 человек (69 мужчин и 56 женщин), безработных было 20 (8 мужчин и 12 женщин). Среди 46 неактивных 12 человек были учениками или студентами, 20 — пенсионерами, 14 были неактивными по другим причинам.